# Ca la Senyora (Riudaura)
Ca la Senyora o Cal Secretari és una casa que es troba al final del carrer Terrica de Riudaura, propera a la riera de Riudaura. Forma part del nucli històric del poble i disposa d'un jardí envoltat per un mur de pedra, amb arbres i hort. És un bé protegit pel Pla d’ordenació urbanística municipal de Riudaura.